# American Journal of Otolaryngology
American Journal of Otolaryngology is een internationaal, aan collegiale toetsing onderworpen wetenschappelijk tijdschrift op het gebied van de otorinolaryngologie.
De naam wordt in literatuurverwijzingen meestal afgekort tot Am. J. Otolaryngol. Het verschijnt tweemaandelijks.